# Meteorologiåret 1871

## Händelser

### Januari
- 1 januari - USA:s krigsdepartement börjar publicera dagliga väderkartor över USA [1].

### Juni
- 30 juni – Hagel i Minnesota, USA krossar fönsterglas på hus [2].

### Oktober
- 8 oktober – Torka orsakar en brand i Chicago i Illinois, USA [3].

### November
- November - Utsira fyr i Norge upplever sin kallaste novembermånad någonsin [4].

### Okänt datum
- Røros i Norge börjar mäta dygnsmedeltemperatur [5].

## Födda
- 3 augusti – Weston Fulton, amerikansk meteorolog.

## Avlidna
- okänt datum – John Scouler, skotsk meteorolog.

### Fotnoter
1. ↑  ”Arkiverade kopian”. Arkiverad från originalet den 26 juli 2010. https://web.archive.org/web/20100726102347/http://www.climate.umn.edu/pdf/day_in_weather_history/june_wx_history.pdf. Läst 16 februari 2011.
2. ↑  ”Arkiverade kopian”. Arkiverad från originalet den 26 juli 2010. https://web.archive.org/web/20100726102332/http://www.climate.umn.edu/pdf/day_in_weather_history/october_wx_history.pdf. Läst 16 februari 2011.
3. ↑  MET
4. ↑  MET